# ミンスク

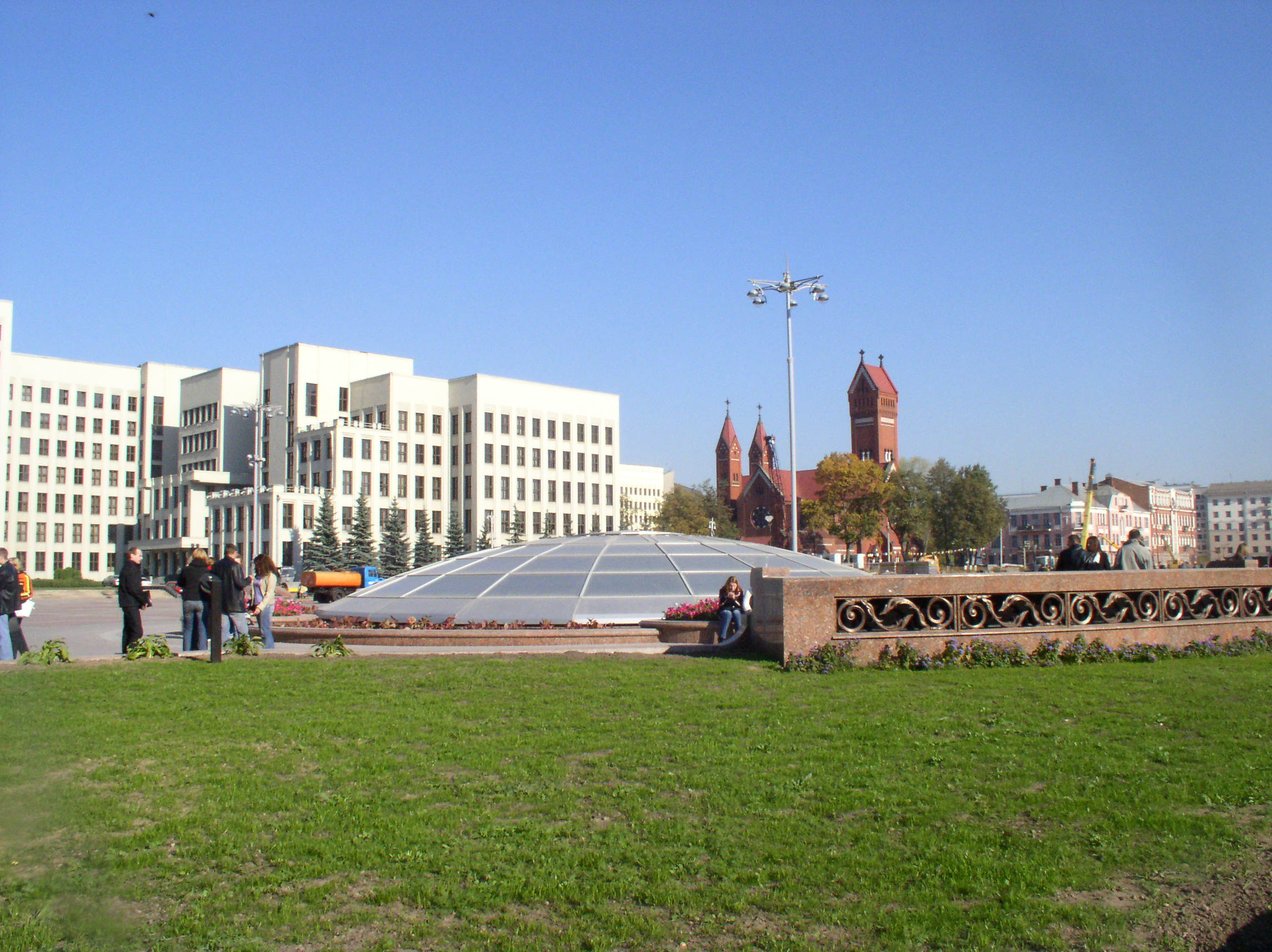
独立広場

ミンスク（ベラルーシ語: Мінск ミーンスク、ロシア語: Минск, ラテン文字転写: Minsk [mʲinsk]）は、ベラルーシの首都。首都としてどの州にも属さない市である。
国の中央部に位置し、人口は約190万人で、人口減少が進むベラルーシで稀な人口増加都市でもある。独立国家共同体 (CIS) の本部が置かれている。ベレジナ川の支流シヴィスワチ川とニアミハ川の河畔に広がる。
市街は9つの地区に分かれている。特にトラクターなど自動車工業が盛ん。
ミンスクの名は、古東スラブ語で「川」を意味する Mēnŭ に由来するとする説や、商業都市としての歴史を反映し「交換取引」を意味する мена (miena) が語源とする説などがある。

## 歴史
10世紀ごろ、ミンスクは、東スラブ人の支配するポロツク公国の版図に含まれていた。1067年、ニアミハ川河畔でポロツクとキエフ大公国のあいだで激しい戦闘があったことを記した史料で、ミンスクの名が初めて確認される。この年をミンスク建都の年としている。
1101年、ミンスク公国が生まれ都となるが、キエフ大公国に併合され1146年に再度独立、ダウガヴァ川一帯の支配をポロツク公国と争う有数の公国に成長する。1237年に始まるモンゴル帝国のルーシ諸公国への侵略は免れた。
1242年にリトアニア大公国に併合されるも、ミンスク公国の高位層は、特権を享受できた。リトアニア大公国は1413年にポーランド・リトアニア合同をなす。1441年、カジミェシュ4世はミンスクを市と公認し、1499年にはマクデブルク法の特権を与えられる。1569年にルブリン合同によってポーランド・リトアニア共和国が生まれると、ミンスクには多くの高官などが居住するポーランド人社会が形成された。
16世紀には、共和国でも経済・文化的に重要な都市へと成長した。正教会の重要な拠点であったが、ブレスト合同の結果、東方典礼カトリック教会とカトリック教会の影響が増した。
1654年、ポーランドの大動乱（大洪水時代）に介入したロシアのツァーリ、アレクセイがミンスクを占領・支配するが、1667年にポーランド王国のヤン2世カジミェシュが奪還する。1657年のロシア・ポーランド戦争末期には、市の人口は2,000人にまで減少した。大北方戦争中は、まずスウェーデン王・カール12世の軍勢に占領され、次いでロシア皇帝・ピョートル1世の軍隊に占領される。ポーランド時代の末期は、ミンスクは、ポーランド人とユダヤ人が6,000人ほど住んでいるだけの小都市のまま発展が止まってしまう。
1793年の第2回ポーランド分割によって、ミンスクはロシアに併合される。ミンスク・グベールニヤ（ミンスク県）の中心都市になる。ポーランド語の地名はロシア風に置き換えられた。1812年にはフランス軍がミンスクを一時占領。19世紀は、都市としてミンスクが整備された時代であった。大通りは舗装され、1836年には公立図書館も完成。19世紀後半に、ミンスクを経由するモスクワ・ブレスト・ワルシャワ間の鉄道が開通、さらにウクライナ方面への鉄道も開通し、ミンスクは重要な鉄道の分岐点として急速に発展した。1897年の人口は91,494人で、その半数近くがユダヤ人であった。
第一次世界大戦では、戦闘の最前線となり、ロシア陸軍の前線基地も置かれ、多くの損害を被った。ロシア革命では、ミンスクでもソビエトが発足、混乱する。ブレスト＝リトフスク条約でドイツ帝国の軍勢が進駐、ベラルーシ人民共和国が宣言された。直後に赤軍が侵攻、白ロシア・ソビエト社会主義共和国が宣言される。 
1919年から1920年のポーランド・ソ連戦争時、ミンスクは一時ポーランドに支配される。その後、リガ講和条約によって、ソビエト連邦に帰属され、白ロシア・ソビエト社会主義共和国の首都とされた。
第二次世界大戦前には、人口30万人に成長。ドイツによるバルバロッサ作戦が開始されると、ミンスクは初日に激しい空爆を受け、多くの住民が東方に脱出、市はドイツ国防軍に占領される。大戦中、ミンスクを含む一帯がソビエトのパルチザンの拠点となった（そのことにより、1974年、ミンスクはソビエト当局より「英雄都市」の称号を与えられた）。1944年、赤軍の反攻作戦・バグラチオン作戦がミンスクを中心に開始され、市街はほぼ完全に破壊された。人口は5万人まで減少する。市内に残っていた教会なども、その後ソビエト政府によって爆破された。
第二次世界大戦後、町は周囲の村を組み込みながら急速に復興した。かつての建築を再建するのでなく、スターリン様式の都市計画が行われ、無機質な建築が建てられていった。1972年には人口が100万人に達し、1986年には150万人になった。1986年のウクライナのチェルノブイリ原子力発電所の事故ではウクライナよりベラルーシが被害を受け、地方の住民の多くがミンスクに移り住んだ。

## 民族構成
町ができた当初は東スラヴ人（今のベラルーシ人に繋がる）が居住していた。ポーランド・リトアニア共和国時代にポーランド人とユダヤ人が移住し、完全にポーランド化された。ロシア帝国時代になるとロシア人がポーランド人に取って代わり、結果としてスラブ文化が復興する。民族構成で最大勢力であったユダヤ人は2度の世界大戦で激減、ミンスクは地方（特にベラルーシ西部）から上京したベラルーシ人主体の都市に変貌する。1989年には市の人口の82%がベラルーシ人となる。1980年代以降、ロシア人とウクライナ人の人口は減り続けている。これは、それぞれの母国に移住したためである。今日、ミンスクに住むユダヤ人は約10,000人、ポーランド人やタタール系の人々も少数残っている。1970年代以降、ザカフカジエからの移民の流入も起きている。グルジア人、アルメニア人、アゼリー人などで、彼らは主に路上での物品販売などに従事している。シリア、レバノン、アルジェリア、エジプトなどから移民してきたアラブ人も増えている。ミンスク郊外にはロマも2,000人ほどいる。

## 気候
気候は亜寒帯湿潤気候で7月の平均気温は18.5度、1月の平均気温は-4.5度。
| ミンスク (1981–2010)の気候        | ミンスク (1981–2010)の気候 | ミンスク (1981–2010)の気候 | ミンスク (1981–2010)の気候 | ミンスク (1981–2010)の気候 | ミンスク (1981–2010)の気候 | ミンスク (1981–2010)の気候 | ミンスク (1981–2010)の気候 | ミンスク (1981–2010)の気候 | ミンスク (1981–2010)の気候 | ミンスク (1981–2010)の気候 | ミンスク (1981–2010)の気候 | ミンスク (1981–2010)の気候 | ミンスク (1981–2010)の気候 |
| 月                                | 1月                        | 2月                        | 3月                        | 4月                        | 5月                        | 6月                        | 7月                        | 8月                        | 9月                        | 10月                       | 11月                       | 12月                       | 年                         |
| --------------------------------- | -------------------------- | -------------------------- | -------------------------- | -------------------------- | -------------------------- | -------------------------- | -------------------------- | -------------------------- | -------------------------- | -------------------------- | -------------------------- | -------------------------- | -------------------------- |
| 最高気温記録 °C （°F）            | 10.3 (50.5)                | 13.6 (56.5)                | 18.9 (66)                  | 26.0 (78.8)                | 30.9 (87.6)                | 32.5 (90.5)                | 35.0 (95)                  | 34.6 (94.3)                | 30.3 (86.5)                | 24.7 (76.5)                | 16.0 (60.8)                | 10.3 (50.5)                | 35.0 (95)                  |
| 平均最高気温 °C （°F）            | −2.1 (28.2)                | −1.4 (29.5)                | 3.8 (38.8)                 | 12.2 (54)                  | 18.7 (65.7)                | 21.5 (70.7)                | 23.6 (74.5)                | 22.8 (73)                  | 16.7 (62.1)                | 10.2 (50.4)                | 2.9 (37.2)                 | −1.2 (29.8)                | 10.6 (51.1)                |
| 日平均気温 °C （°F）              | −4.5 (23.9)                | −4.4 (24.1)                | 0.0 (32)                   | 7.2 (45)                   | 13.3 (55.9)                | 16.4 (61.5)                | 18.5 (65.3)                | 17.5 (63.5)                | 12.1 (53.8)                | 6.6 (43.9)                 | 0.6 (33.1)                 | −3.4 (25.9)                | 6.66 (43.99)               |
| 平均最低気温 °C （°F）            | −6.7 (19.9)                | −7.0 (19.4)                | −3.3 (26.1)                | 2.6 (36.7)                 | 8.1 (46.6)                 | 11.7 (53.1)                | 13.8 (56.8)                | 12.8 (55)                  | 8.2 (46.8)                 | 3.6 (38.5)                 | −1.3 (29.7)                | −5.5 (22.1)                | 3.1 (37.6)                 |
| 最低気温記録 °C （°F）            | −39.1 (−38.4)              | −35.1 (−31.2)              | −30.5 (−22.9)              | −18.4 (−1.1)               | −5.0 (23)                  | 0.0 (32)                   | 3.8 (38.8)                 | 1.7 (35.1)                 | −4.7 (23.5)                | −12.9 (8.8)                | −20.4 (−4.7)               | −30.6 (−23.1)              | −39.1 (−38.4)              |
| 降水量 mm （inch）                | 45 (1.77)                  | 38 (1.5)                   | 44 (1.73)                  | 42 (1.65)                  | 65 (2.56)                  | 89 (3.5)                   | 89 (3.5)                   | 68 (2.68)                  | 60 (2.36)                  | 53 (2.09)                  | 48 (1.89)                  | 49 (1.93)                  | 690 (27.17)                |
| 平均降水日数                      | 11                         | 9                          | 11                         | 13                         | 18                         | 19                         | 18                         | 15                         | 18                         | 18                         | 17                         | 13                         | 180                        |
| 平均月間日照時間                  | 46.5                       | 70.6                       | 127.1                      | 177.0                      | 254.2                      | 261.0                      | 257.3                      | 235.6                      | 165.0                      | 99.2                       | 36.0                       | 24.8                       | 1,754.3                    |
| 出典1：Pogoda & Climate (UN)      |                            |                            |                            |                            |                            |                            |                            |                            |                            |                            |                            |                            |                            |
| 出典2：HKO (sun only, 1961–1990). |                            |                            |                            |                            |                            |                            |                            |                            |                            |                            |                            |                            |                            |

## 観光
- 十月広場
- 勝利広場
- 独立広場
- 英雄都市記念碑
- トラエツカヤ旧市街区
- 聖霊大聖堂
- 聖シモン・聖エレーナ教会（赤い教会）

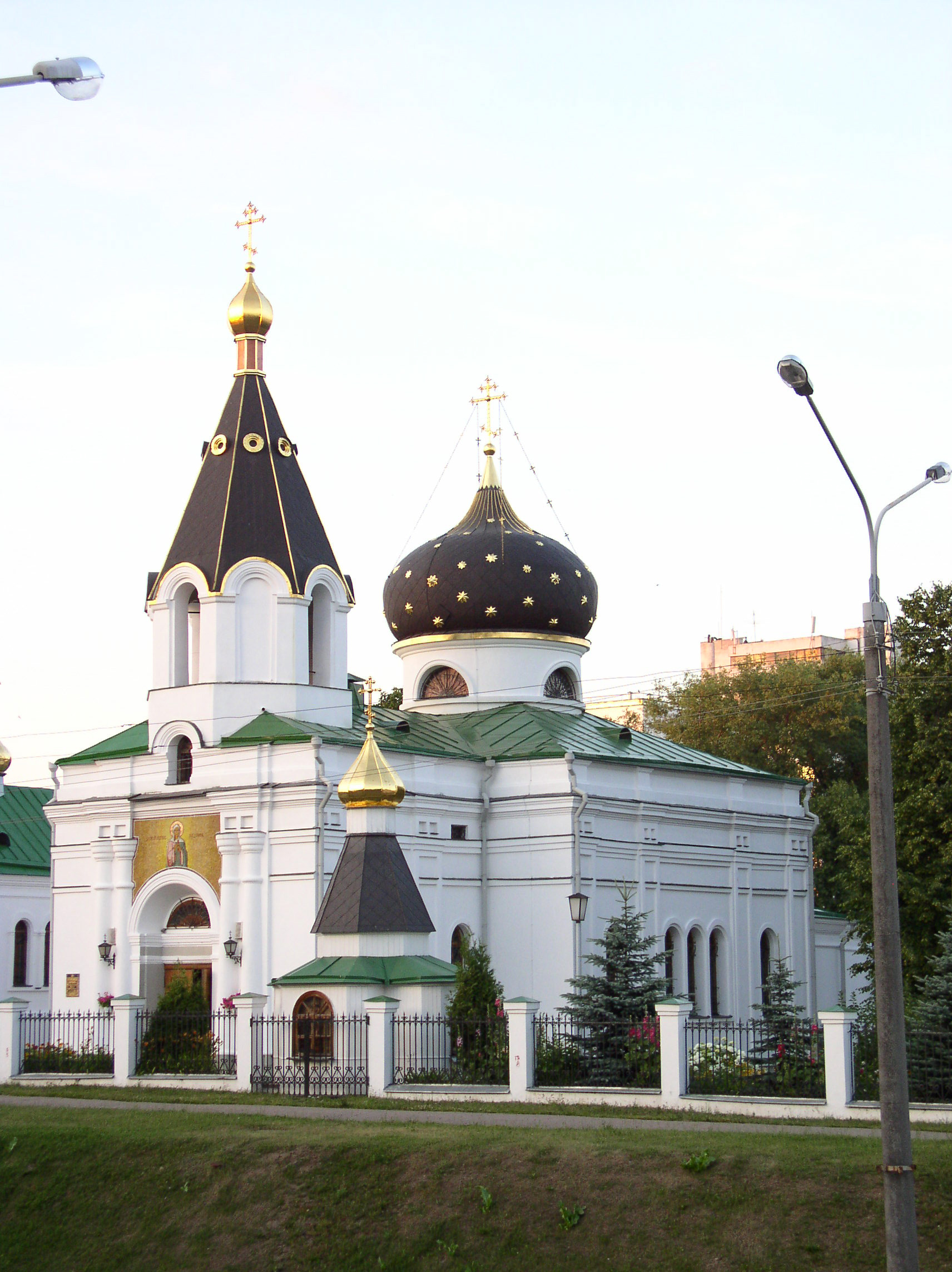
正教会のマグダラのマリア教会

- 聖母マリア教会 (ミンスク)（英語版）
- 大祖国戦争史博物館
- 第一回会議場博物館
- Ў（ウー）美術館
- ベラルーシ国立図書館

## ギャラリー

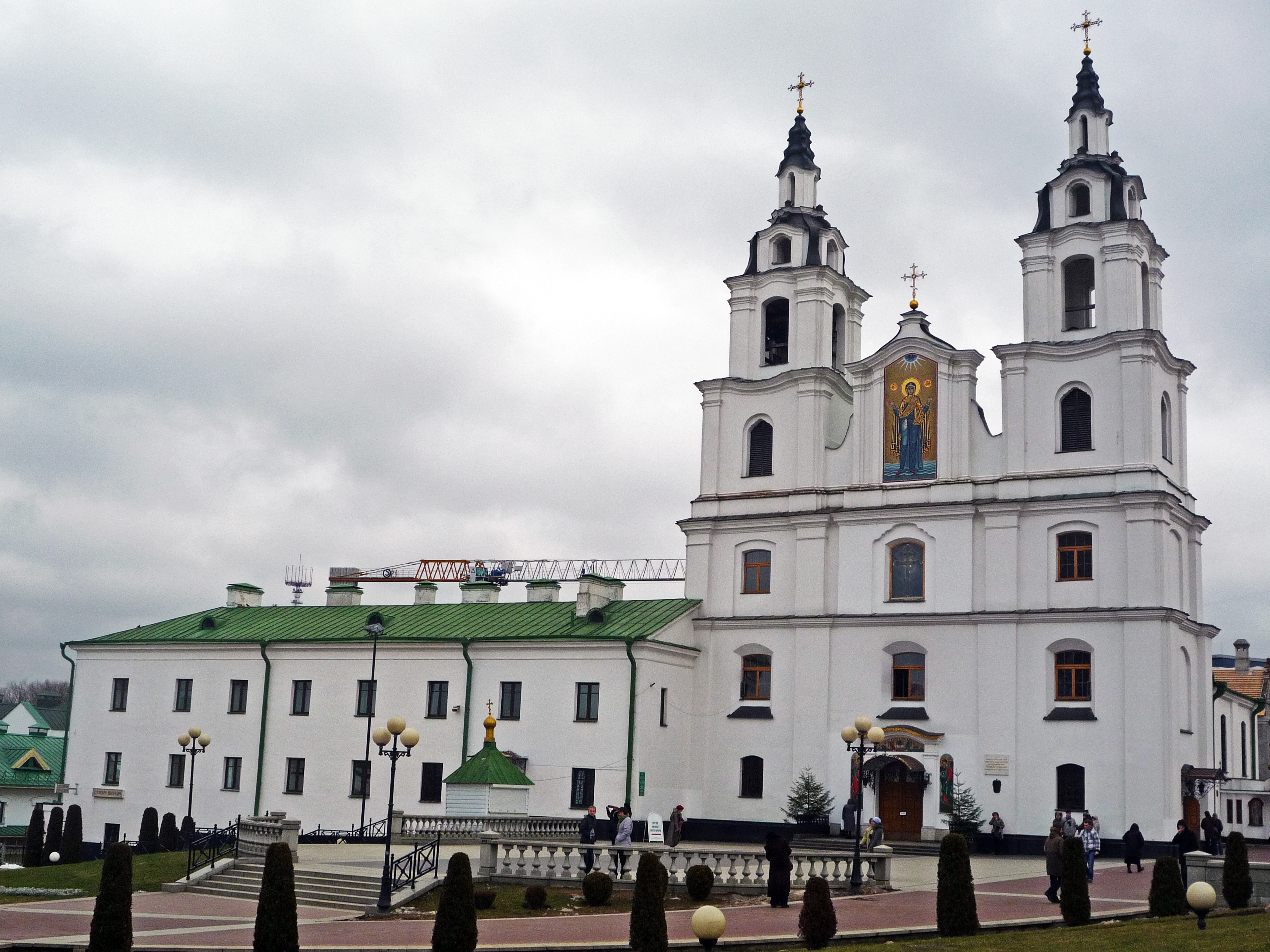
聖霊大聖堂
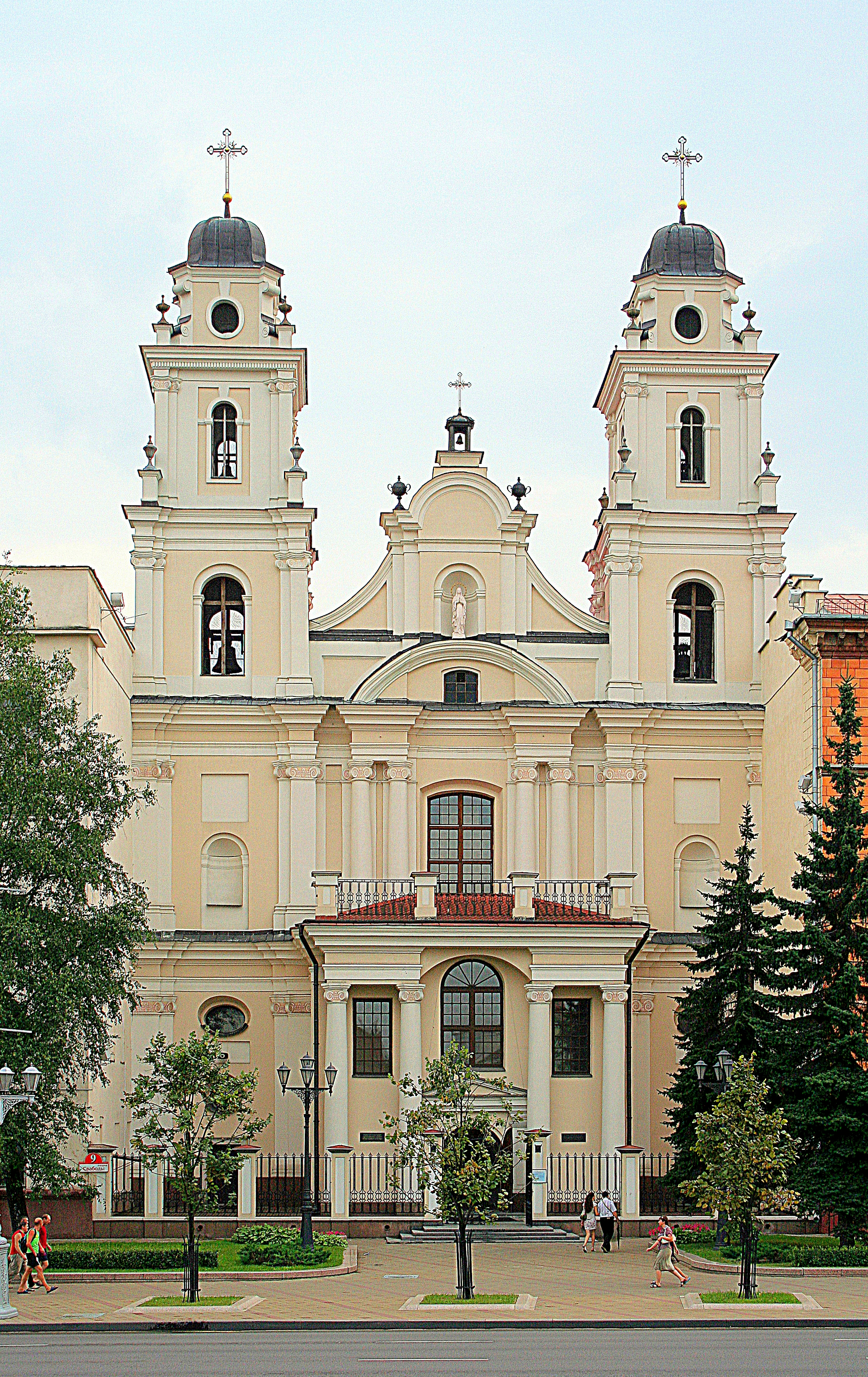
聖母マリア教会
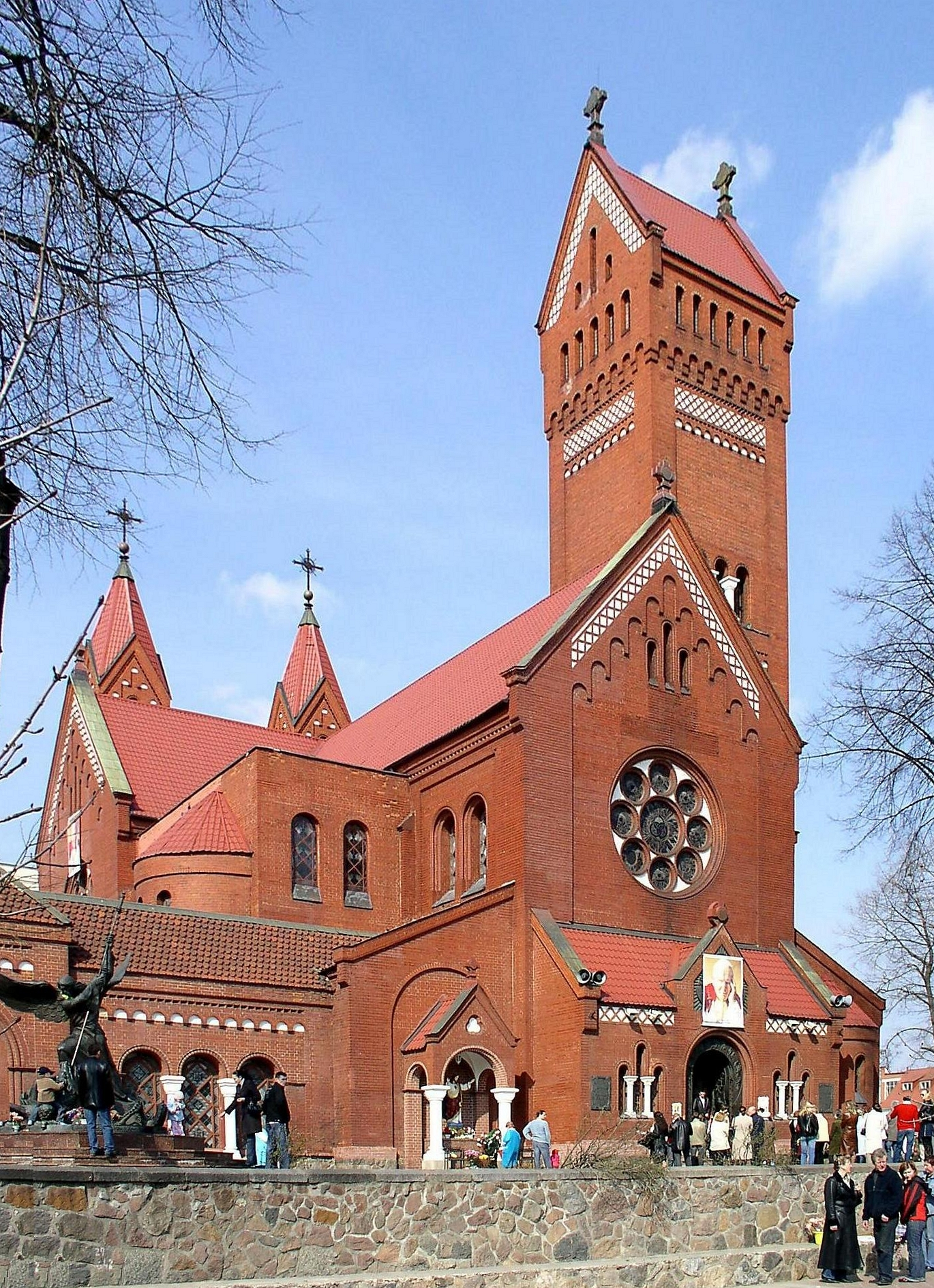
聖シモン聖エレーナ教会
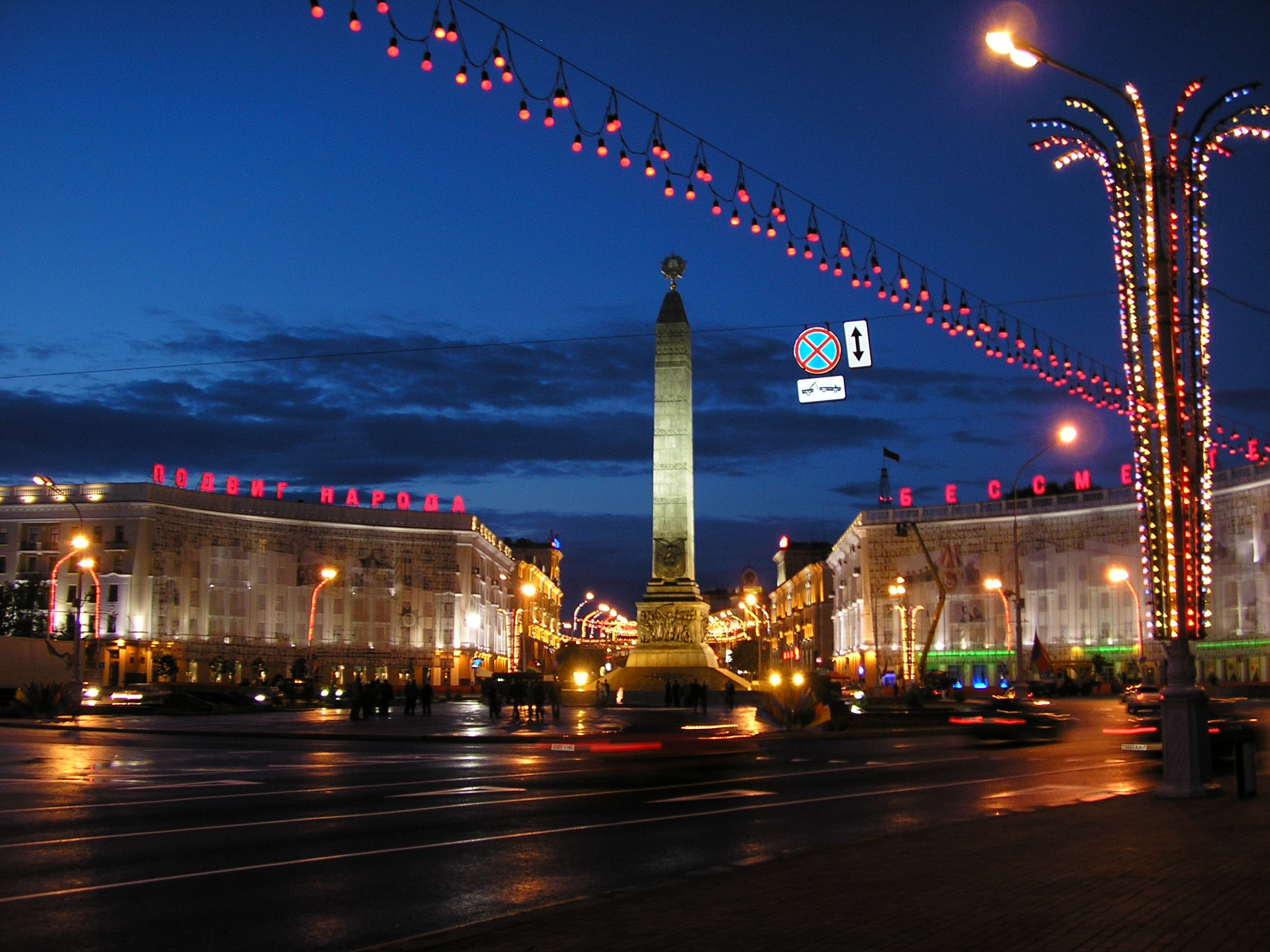
夜のミンスク
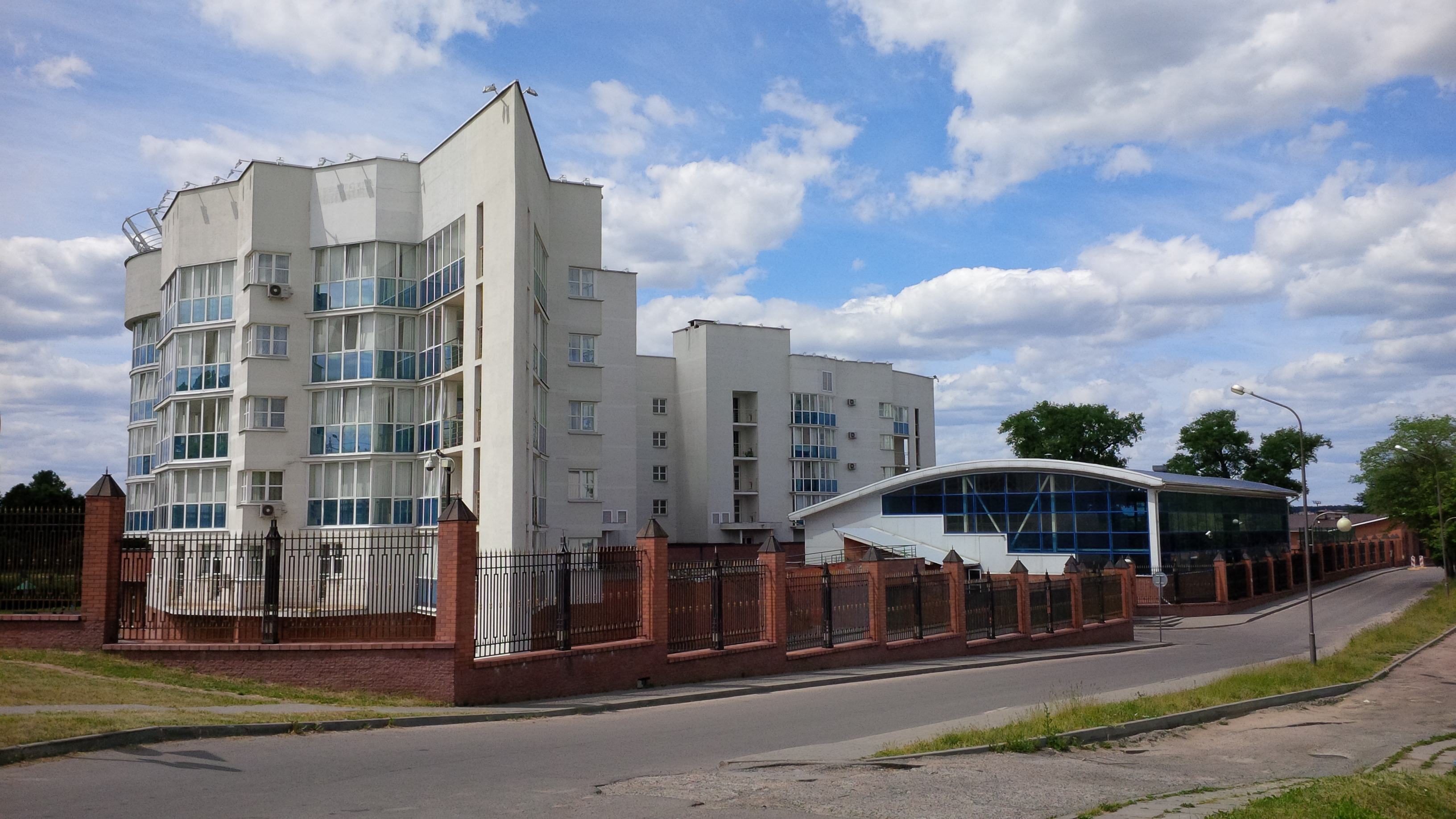
ロシア大使館
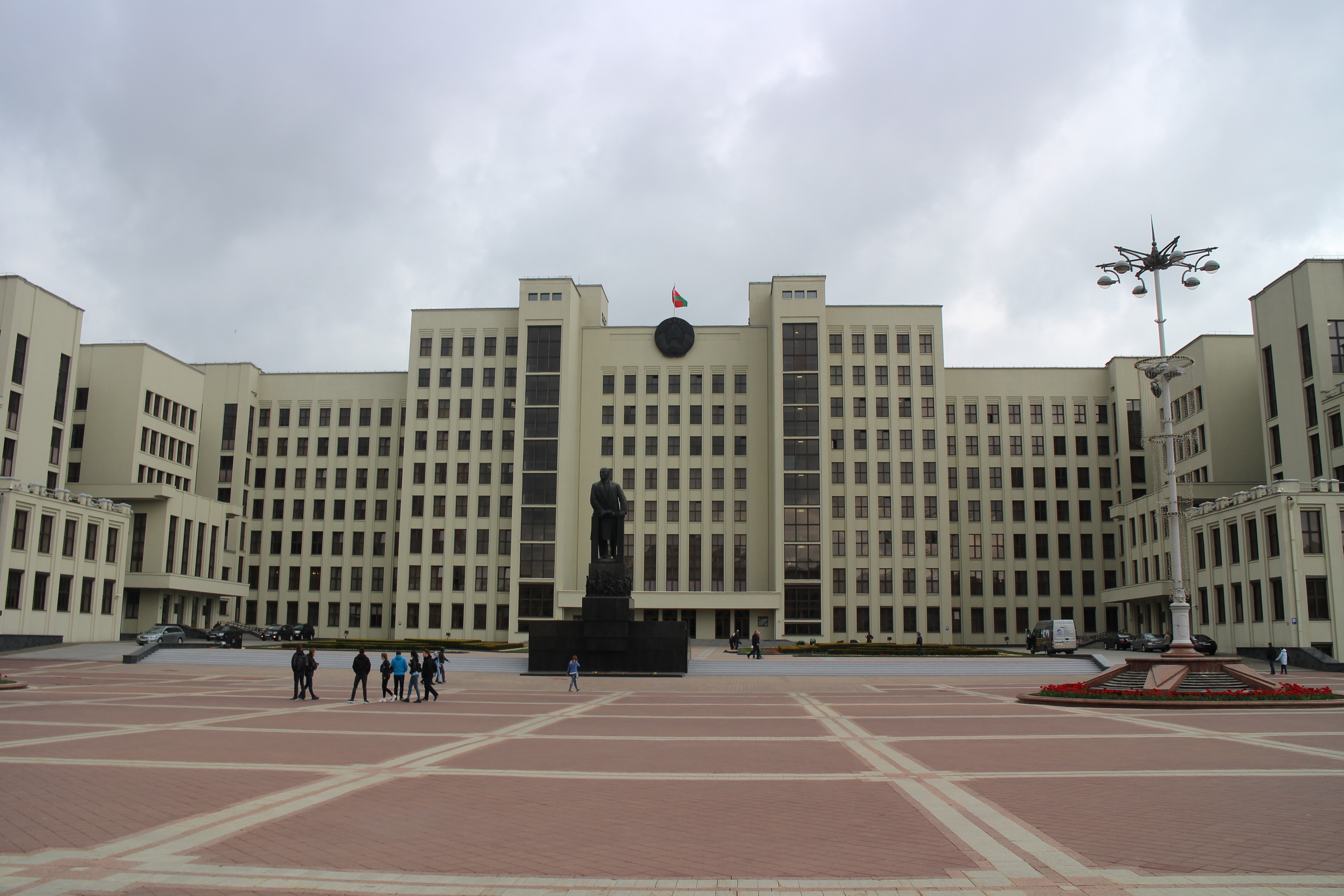
ベラルーシ議会
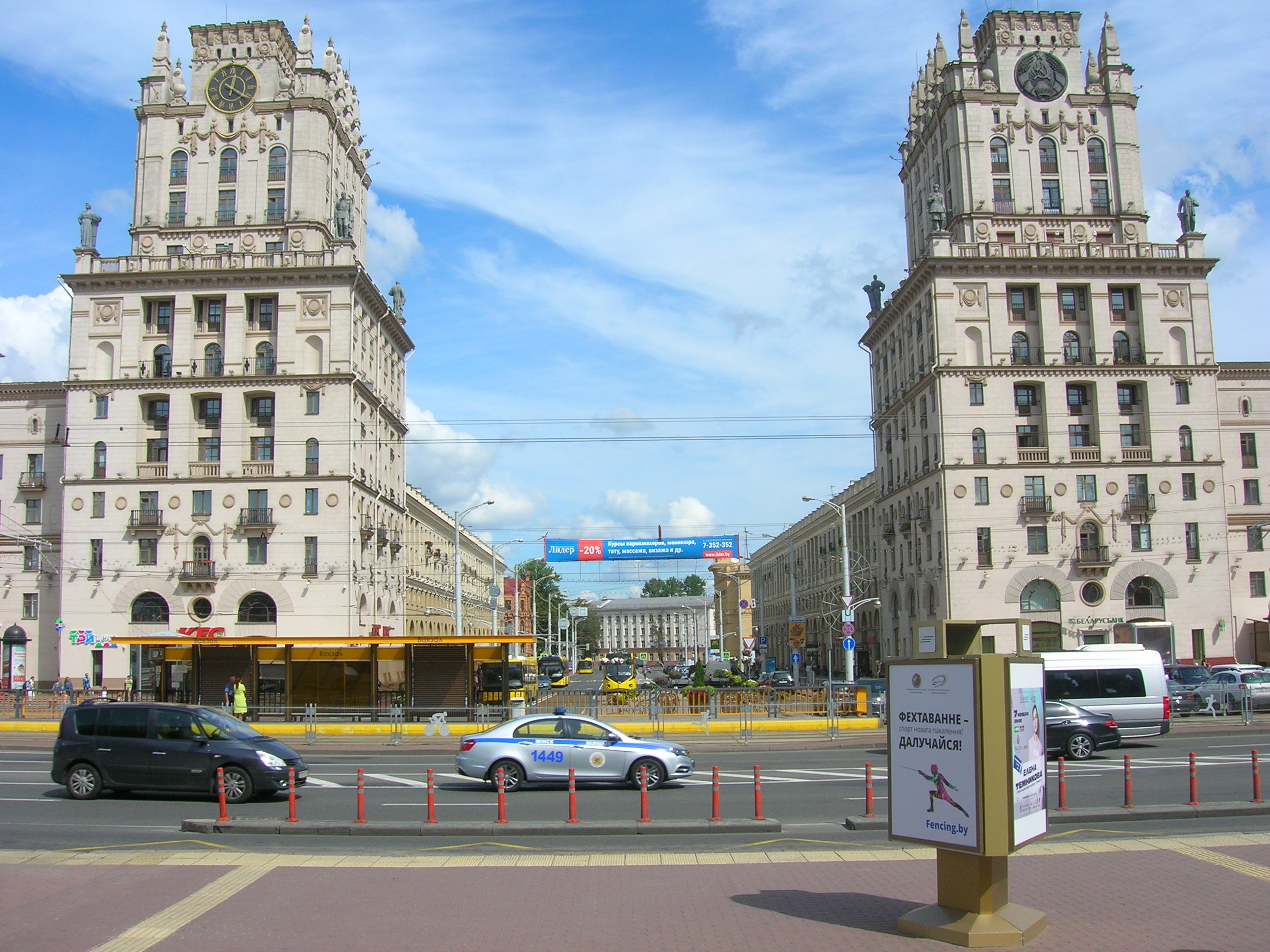
ミンスクゲート
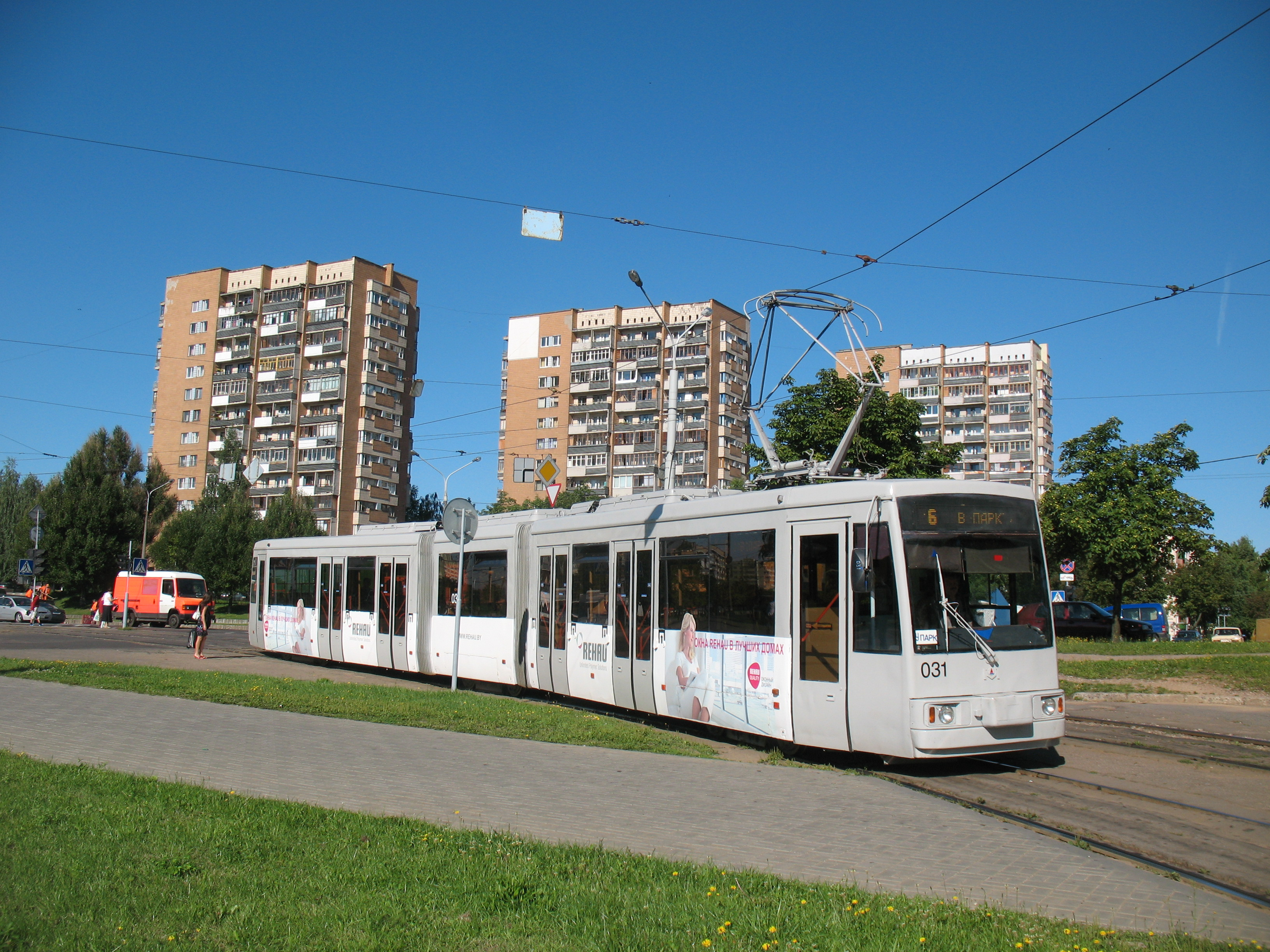
ミンスク市電
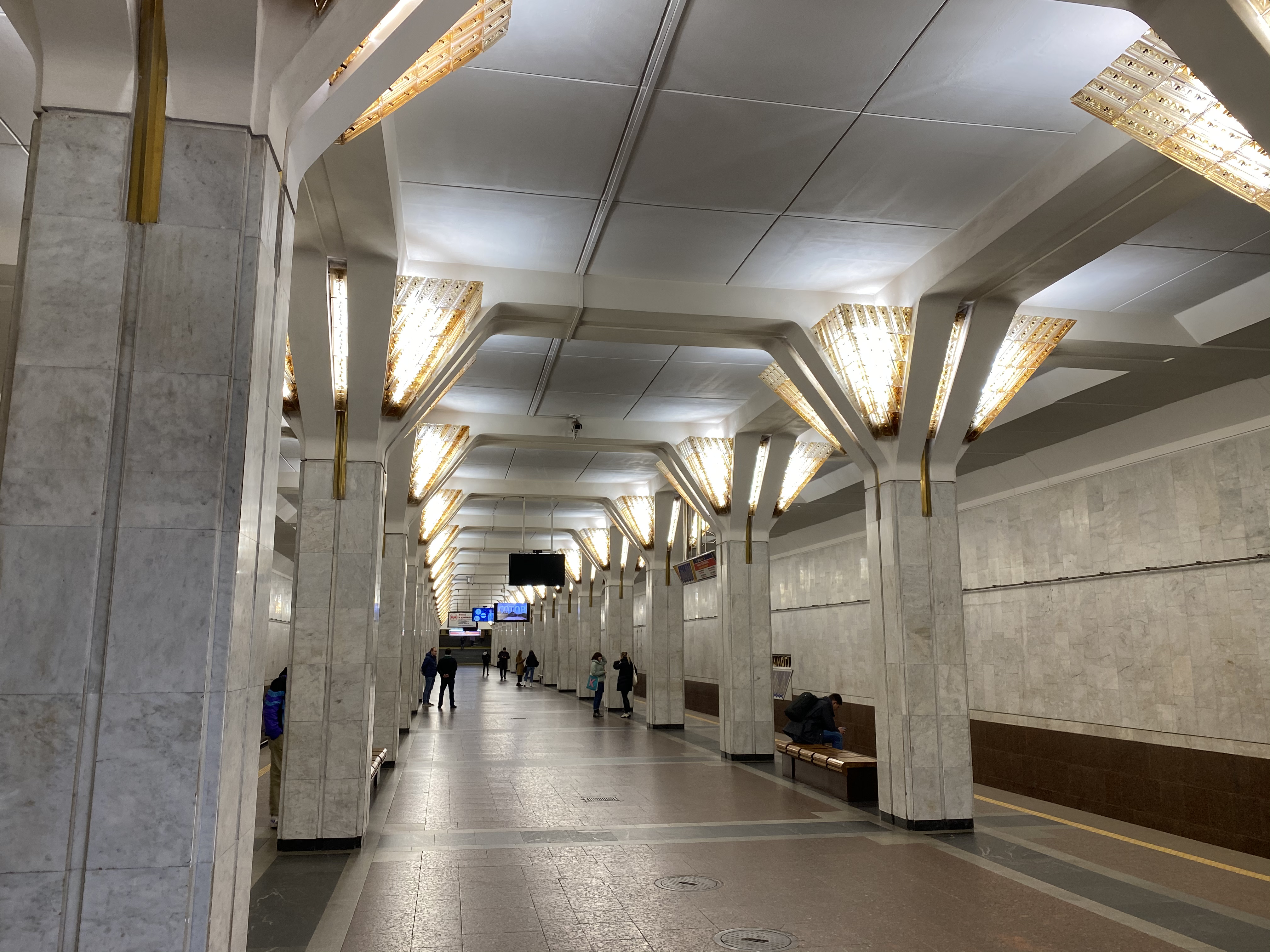
地下鉄駅
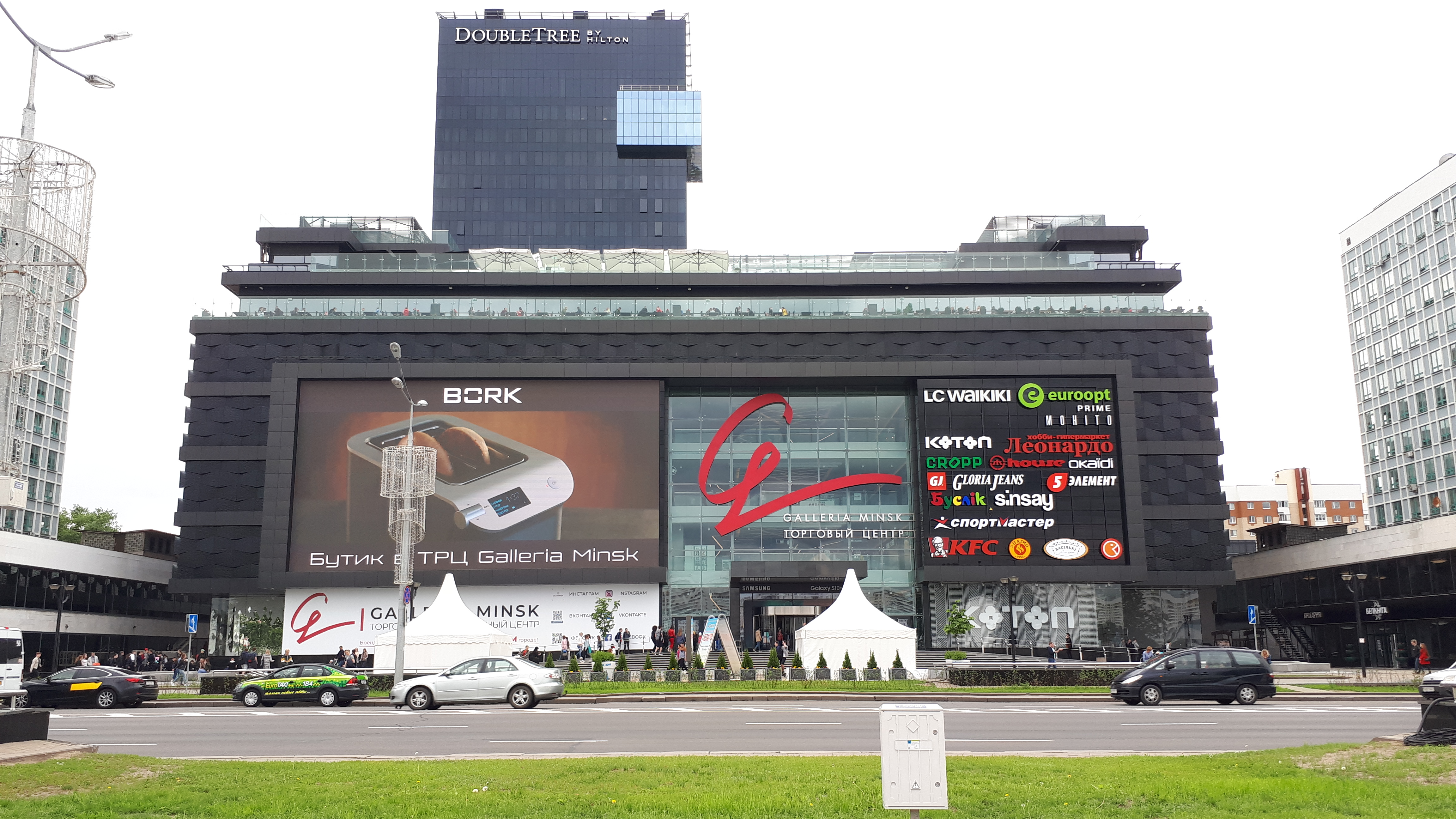
ショッピングセンター

## 交通

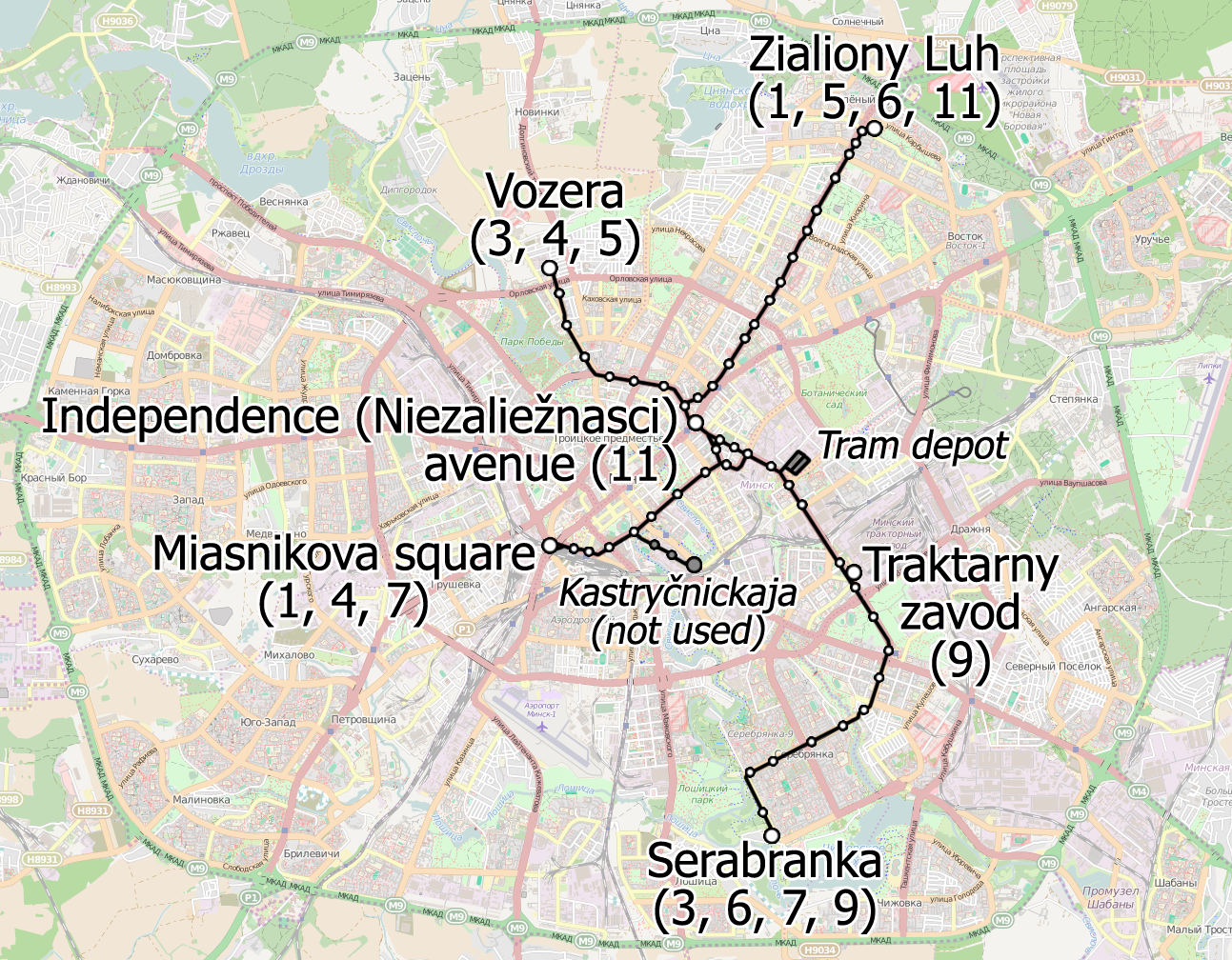
トラム路線図（2018年）

- 市内の公共交通は、Minsktransという国営の組織によって一体的に運営されている。路面電車（ミンスク市電）が8系統、トロリーバスが約70系統、そしてバスが約100系統で運行されている。1984年にミンスク地下鉄が開業し、現在は3路線が運行しており総延長は41kmである。延伸計画がある。

- ミンスク中央駅ではワルシャワとモスクワを結ぶ鉄道と、ラトビアのリエパーヤとウクライナのロームヌイを結ぶ鉄道が交わる。

- ミンスク・ナショナル空港がミンスクの東40kmにある。モスクワ、ワルシャワ、キエフ、ウィーン、イスタンブール、ロンドン、北京行きなどが運航されている。かつて市街地南部にミンスク第1空港という空港があり、ベラルーシの国内線とカリーニングラード、モスクワ、キエフ便だけ運行していたが、周辺が住宅地のため騒音問題から2015年に閉鎖された。このため、ミンスク・ナショナル空港の利用者は急増しており、第二滑走路の建設などが行われた。

- バスでは、ヴィリニュス、リガ、キエフなど近隣国の主要都市と結ばれている。ミンスク中央駅に大規模なバスターミナルがある。

## 大学
- ベラルーシ国立大学
- ミンスク国立言語大学

## ミンスクの出身者
- リー・ハーヴェイ・オズワルド - アメリカ合衆国第35代大統領ジョン・F・ケネディ暗殺の実行犯とされる人物。アメリカ海兵隊除隊後、一時的にミンスクで生活していた。(出身はルイジアナ州ニューオーリンズ)
- アンドレイ・アルロフスキー - 格闘家
- ターニャ・ディアヒレヴァ - スーパーモデル
- ビクトリア・アザレンカ - 女子プロテニス選手
- スベトラーナ・ボギンスカヤ - 元女子体操競技選手
- ヴィクター・スモールスキ - ドイツのヘヴィメタルバンド・RAGEのギタリスト

## 姉妹都市
ミンスクは多様な国々の複数の姉妹都市と文化的交流を続けている。
| - バンガロール（インド） - デトロイト（アメリカ合衆国） - アイントホーフェン（オランダ王国） - ウッチ（ポーランド） - リヨン（フランス共和国） - カイロ（エジプト） | - ムルマンスク（ロシア連邦） - ノッティンガム（イギリス） - 仙台市（日本） - カトマンズ（ネパール） - ベーカーズフィールド（アメリカ合衆国） |